# Piper holtonii
Piper holtonii är en pepparväxtart som beskrevs av C. Dc.. Piper holtonii ingår i släktet Piper och familjen pepparväxter. Utöver nominatformen finns också underarten P. h. cundinamarcanum.